# Eremomela
Eremomela là một chi chim trong họ Cisticolidae.